# Marco Postúmio Albo Regilense
Marco Postúmio Albo Regilense (em latim: Marcus Postumius Albinus Regillensis) foi um político da gente Postúmia nos primeiros anos da República Romana eleito tribuno consular em 426 a.C. com Aulo Cornélio Cosso, Caio Fúrio Pácilo Fuso e Tito Quíncio Peno Cincinato. Foi também censor em 403 a.C. com o famoso Marco Fúrio Camilo.

## Tribuno consular (426 a.C.)
Depois do alistamento, enquanto os outros três tribunos conduziam o exército em território etrusco, Aulo Cornélio Cosso ficou encarregado de guardar Roma. O resultado do confronto foi negativo para Roma, sobretudo pela incapacidade dos três tribunos de coordenarem suas próprias ações.
Em Roma, a notícia da derrota foi recebida com grande temor, tanto que o Senado decidiu nomear um ditador, recorrendo pela terceira vez à experiência de Mamerco Emílio Mamercino. Por sua conduta no combate, Postúmio foi processado pelos tribunos da plebe e condenado a pagar 10 000 asses.

## Censor (403 a.C.)
Segundo Lívio, Marco Postúmio teria sido eleito tribuno consular em 403 a.C., mas é muito mais provável que ele tenha sido eleito censor com Marco Fúrio Camilo. Os dois censores impõem uma multa aos celibatários e o pagamento de impostos dos órfãos, que até então eram isentos. Segundo Plutarco, estas medidas foram tomadas para preencher novamente os cofres do tesouro, esvaziados por causa das sucessivas campanhas militares.
| “ | Camilo e Postúmio, durante seu censorado, forçaram os que haviam envelhecido em celibato a pagaram para o tesouro público uma quantia em dinheiro como multa. Estes cidadãos recebiam uma segunda punição se ousassem fazer qualquer reclamação ou defesa contra a crítica os censores: "A natureza, dando-lhes a vida, tornou lei que ela seja comunicada a outros. E seus pais, criando-os, impuseram-lhe obrigações sobre as quais sua honra está em jogo, que vocês criem seus próprios filhos. Acrescente que o próprio destino providenciou-lhes um longo tempo para conseguirem fazê-lo e ainda assim vocês desperdiçaram seus anos sem se darem o título de marido ou pai. Vão então e depositem o dinheiro que tanto gostam para que ele possa servir à grande família dos cidadãos. | ” |
|   | — Valério Máximo, Feitos e Ditos Memoráveis II, 9, 1. |   |